# Podología

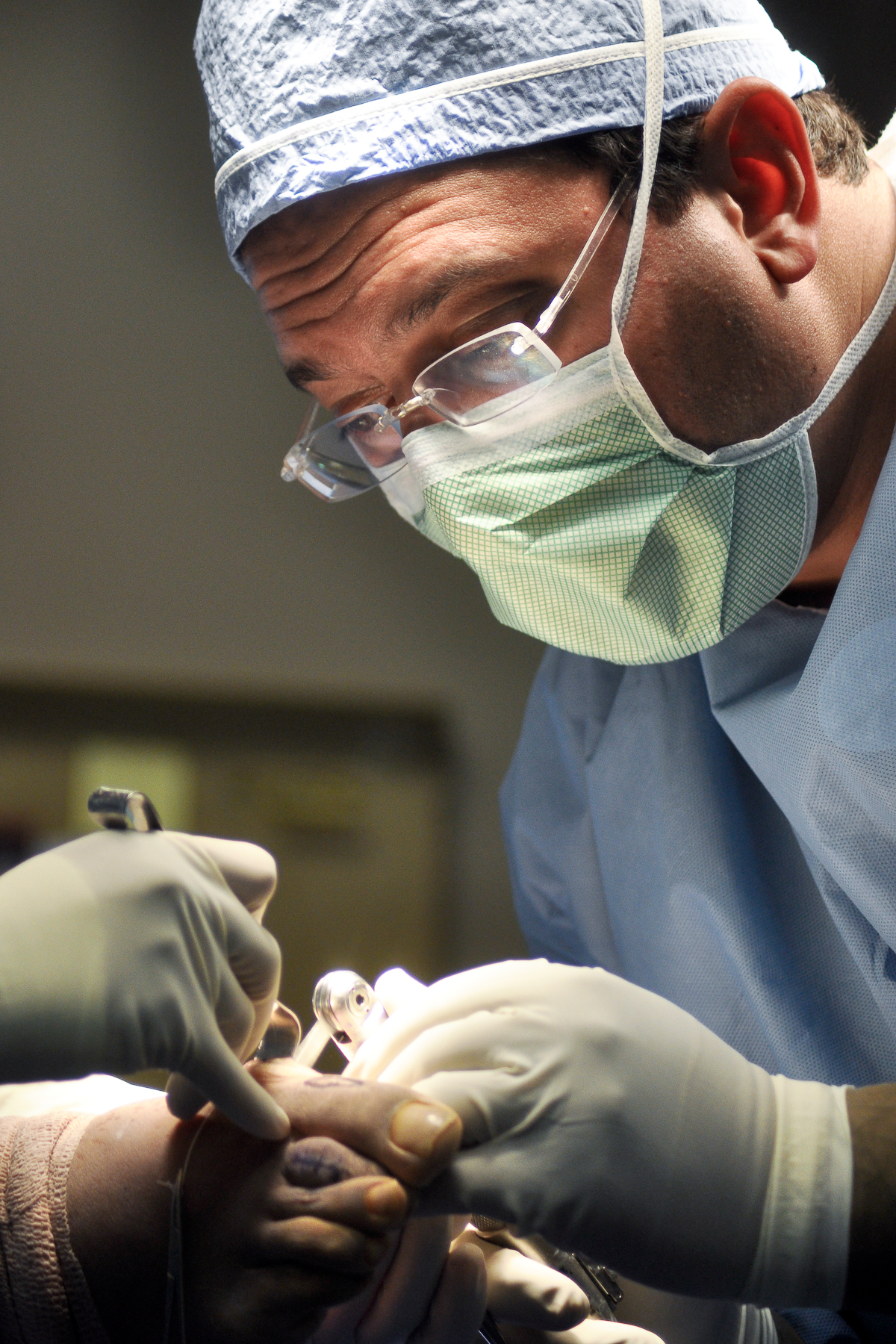
Podólogo realizando una cirugía de juanete.

La podología (del griego ποδο-, podo: ‘pie’, y -λογία, -logía, ‘estudio’) es una rama de la medicina que tiene por objeto el estudio, diagnóstico y tratamiento de las enfermedades y alteraciones que afectan el pie. El podólogo es un especialista cualificado, a través de sus años de estudios y su entrenamiento, para el diagnóstico y tratamiento de diversas afecciones del pie y tobillo. Los profesionales podólogos tienen un amplio conocimiento en las ramas de la anatomía humana, fisiología, patofisiología, biomecánica del miembro inferior, radiología, farmacología, medicina general y cirugía.

## Campos

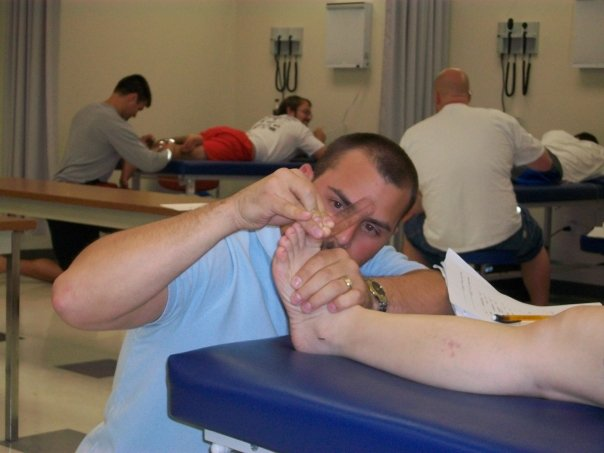
Estudiante de podología examinando la flexión dorsal del hallux.

La podología engloba los siguientes aspectos:
- Promoción de la salud integral.
- Prevención de afecciones y deformidades del pie.
- Dar respuesta mediante técnicas diagnósticas y tratamientos adecuados.

Dentro de la podología existe un amplio campo de acción:
- Cirugía podológica. Corrección de cambios estructurales anatómicos derivados de alteraciones biomecánicas.
- Biomecánica de la marcha. Estudio a través de observación, de pruebas clínicas funcionales, y con apoyo complementario de pruebas complementarias así como de plataformas de presión dinámicas, de los patrones de marcha normal y patológica; la distribución dinámica y estática de las presiones que recibe el pie, y cómo esto afecta al resto del cuerpo.
- Farmacología. El podólogo está habilitado para la prescripción de fármacos al igual que el médico y el odontólogo. solo en países de 1er mundo en México y América latina no esta facultado solo el medico podiatra tiene esa facultad debido a que estudia medicina y después especialidad en podiatría
- Ortopodología. El podólogo, después de una exploración biomecánica completa, puede confeccionar unos soportes plantares o plantillas termoconformadas totalmente personalizadas a medida empleando para ello diversas técnicas y materiales para dar respuesta a las distintas situaciones patomecánicas que se le plantean.
- Quiropodología. Engloba tanto el tratamiento quirúrgico de una lesión o conjunto de ellas como el tratamiento de afecciones dermatológicas o afecciones de la piel y sus maneras (onicocriptosis, onicomicosis, infecciones superficiales, etc.).
- Podología preventiva. Permite promulgar unas directrices de uso global y específico, dirigido a cada sector de la población susceptible de parecer alteraciones físicas (sobre todo relacionado con el pie y la quiropodología).
- Podología pediátrica. Especializada en el pie del niño y sus afecciones más comunes.
- Podología deportiva. Especializada en el gesto del deportista y en sus afecciones más comunes.
- Podología geriátrica. Especializada en el pie del anciano.
- Podología física. Estudia los métodos físicos aplicables a la podología.

## Grupos
En la actualidad existen diferencias en el ámbito de la formación y actuación profesional dentro de la podología internacional, diferenciándose dos grupos:

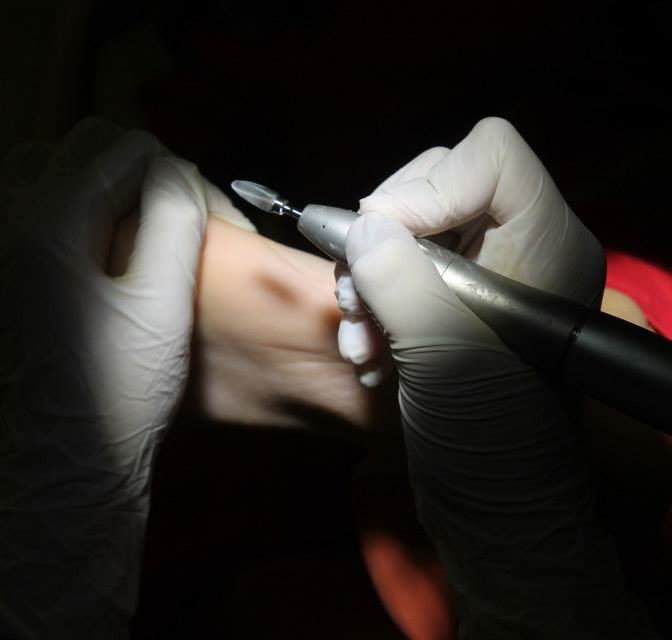
Podología: Rehabilitación de callos con rebabas.

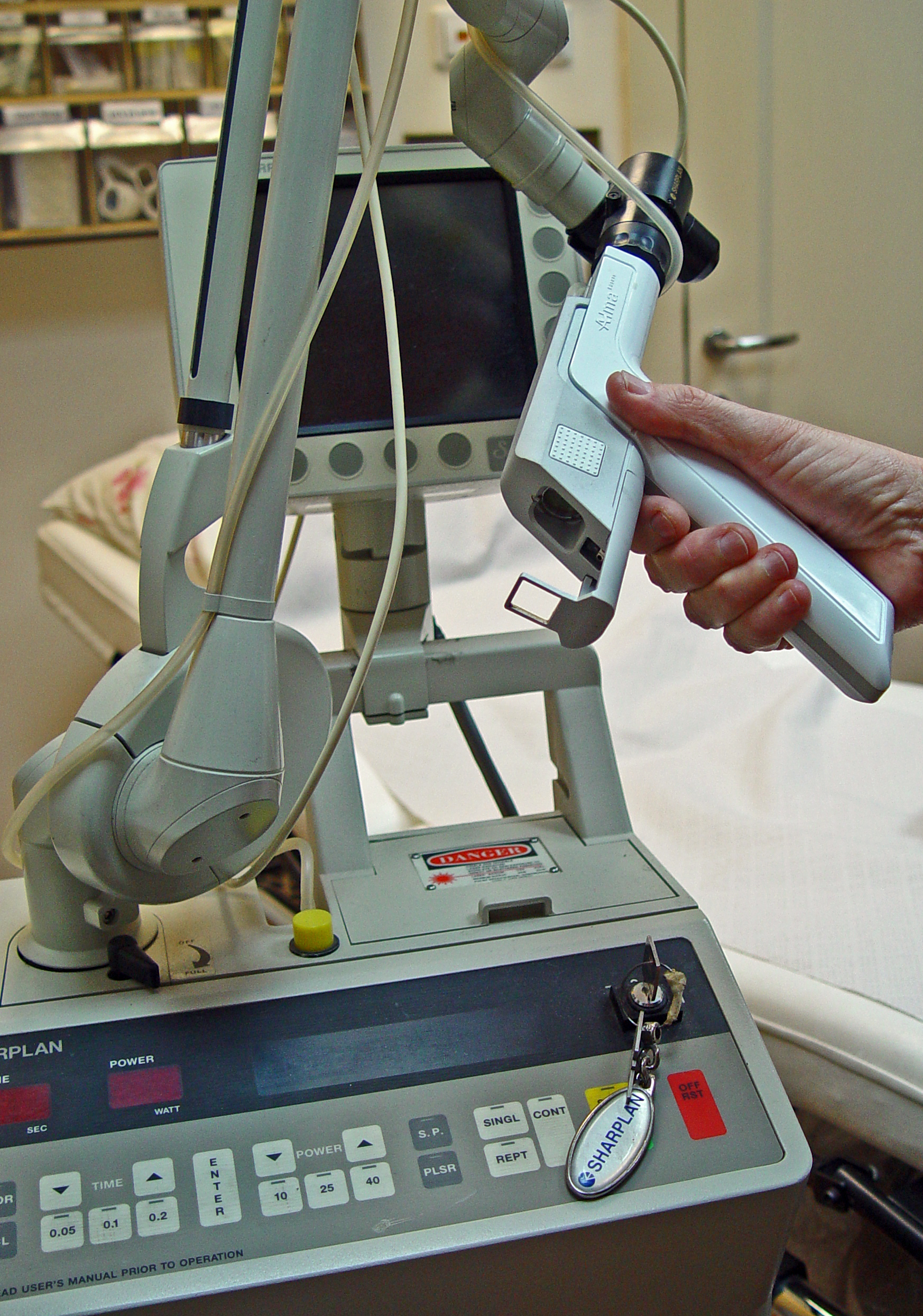
Aparato Sharplan 40C laser para aplicaciones dermatológicas y podológicas.

### Post-Grado universitario en podiatría
Rama médico-sanitaria con facultad de poder diagnosticar, realizar cirugías, prescripción médica y otras actuaciones propias de su disciplina (por ejemplo en países como Australia, Estados Unidos, España, Nueva Zelanda y Reino Unido). En México y América Latina a diferencia de los países antes mencionados, se crea a partir del 2010 la especialidad médica en podiatría, la cual tiene todas las facultades antes mencionadas y aval de las instituciones de salud y de educación.

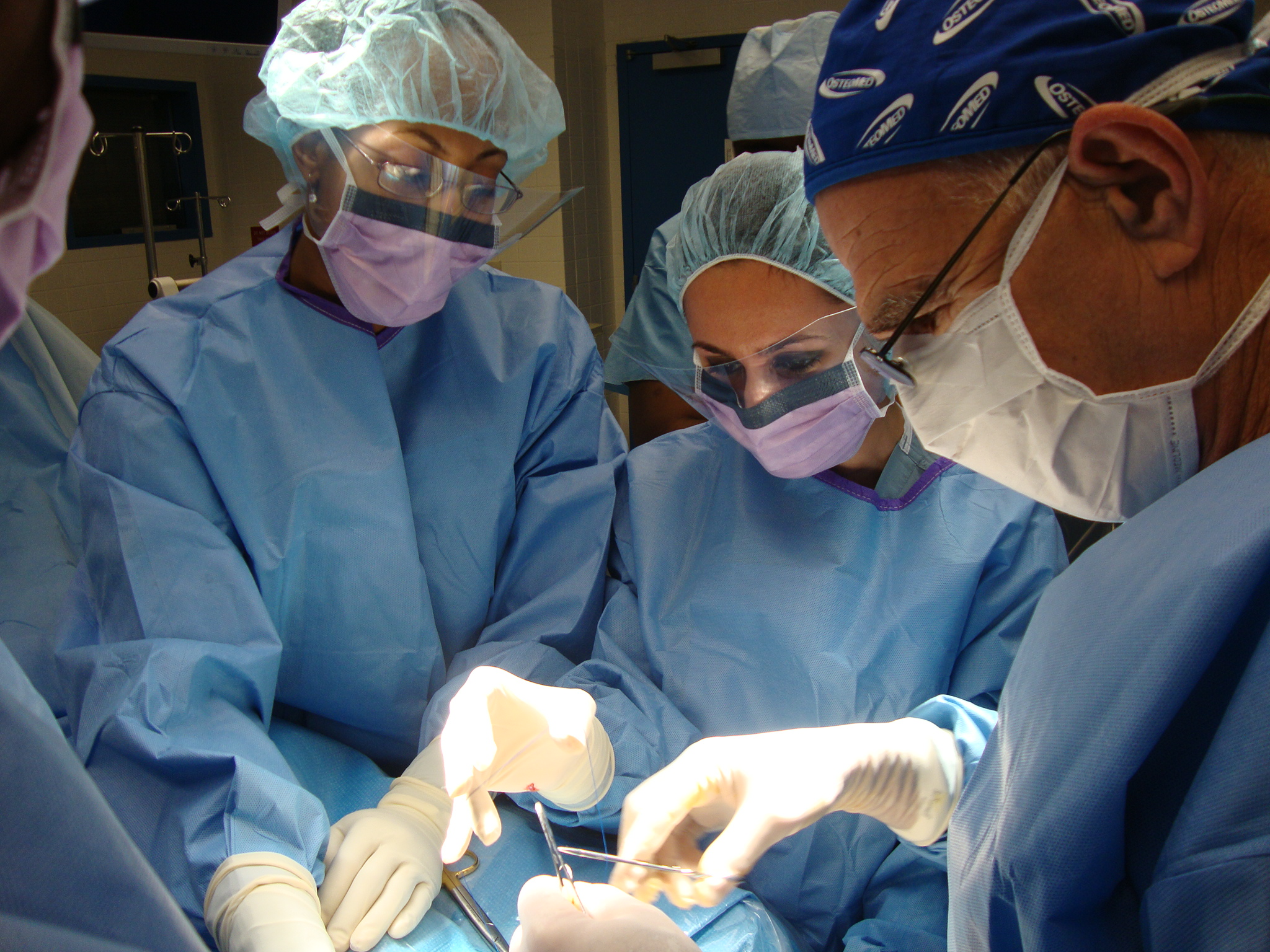
Realizando una cirugía podológica.

### Tecnicatura en podología y otros estudios no universitarios
Rama de la terapéutica sanitaria en la que no se puede realizar cirugía y prescripción de medicamentos (por ejemplo, en todos los países latinoamericanos y francófonos entre otros).

## Evolución histórica

### Egipto
El tratamiento de los pies se remonta al Antiguo Egipto, con el faraón Amenofis IV,[cita requerida] que contaba con diversos servidores o asistentes, entre ellos los que se dedicaban a la atención de sus pies.
En las excavaciones realizadas se puede observar representaciones pictóricas de una operación en el primer dedo.[cita requerida] Así en algunas momias encontradas hay ausencia de callosidades y coloración de las uñas con una sustancia denominada heme.[cita requerida]

### Grecia
En la Antigua Grecia, en el tiempo de Homero, los sacerdotes ―que fueron los primeros médicos― recurrían a fórmulas para curar las afecciones de los pies.
Hipócrates fue el primero que descubrió una deformidad en los pies recomendando tratamiento con manipulaciones y calzado corrector. Galeno en su obra trata la cura de callosidades, durezas y uñas amoratadas; ¿quizá la causa era el calzado? Hay que tener en cuenta que hasta el siglo XIX no había un zapato para cada tamaño de pie.

### Imperio romano
Ya en los baños romanos se ofrecían tratamientos para callos, durezas y se realizaban cuidados de las uñas.

### Edad Media
La medicina se empobreció, ya que los saberes clásicos eran conservados por clérigos exclusivamente.
Existían dos tipos de cirujanos:
- Cirujanos de toga corta o cirujanos barberos: aprendían en los conventos e iglesias y de dedicaban a realizar sangrías y a quitar callos y muelas de gente humilde y sin recursos.
- Cirujanos de toga larga: estudiaban en universidades, sabían latín y trataban úlceras, fracturas, etc. También existían médicos que no ejercían la cirugía.

Surgen los gremios médicos y farmacéuticos, contra cirujanos y barberos.
En España, los Reyes Católicos en 1477 ordenan las profesiones sanitarias y se dividen en:
- Protomedicato (médicos): realizaban brebajes, infusiones y sangrías
- Protocirujanato (cirujanos): se dedicaban a curar fracturas y realizar suturas.
- Protobarberato (barberos): se dedicaban a las muelas, callos y vendajes.

### Siglos XVI y XVII
Comienza el gran desarrollo de la cirugía. La podología sigue en manos de barberos y charlatanes. Desprecio por las actuaciones manuales, satirizadas por los poetas, ignoradas por la medicina y temidas por la población.
En España Felipe V en el s. XVIII obliga a los barberos a realizar estudios de anatomía y disección. Es cuando aparece el cirujano ministrante o practicante, que realiza operaciones secundarias no realizadas por médicos.
La cirugía se encuentra escalonada en:
- Cirujano latino o de toga larga.
- Cirujano romanticista o de toga corta.
- Cirujano ministrante o practicante.

### En Inglaterra en el s. XVII
Se desarrolla una figura de carácter ambulante que recorre las calles ofreciendo su servicio para el cuidado de los pies.

### En Francia en los reinados de Luis XIV, Luis XV y Luis XVI
- Aumentan las patologías podológicas en las clases nobles y burguesas por la evolución del calzado puntiagudo y de tacón.
- Se inician las enseñanzas de cirugía pédica.
- Aparecen las primeras obras escritas en podología:
  - Nuevas observaciones sobre el tratamiento de los callos y Tratamiento de callos, verrugas y otras enfermedades de los pies de Russelot.
  - El arte de sanar los pies y Tratamiento de los callos, verrugas y afecciones de las uñas de Laforet.

### Entre los siglos XIX y XX
- El callista:
  - Deja de ser ambulante y comienza a localizarse en un sitio.
  - Pierde el carácter de personaje exótico.
  - Comienzan a llegar influencias de Europa y Estados Unidos.
  - La demanda de su servicio lo confirma como una necesidad.

### España en el s. XIX
- La Ley de Moyano (1857) cambia la titulación de ministrante por la de practicante en medicina y cirugía: determina los conocimientos que deben tener los practicantes especificando que deben conocer el arte del dentista y del callista (2 años en hospital).[3]
- La denominación de callista como persona dedicada al cuidado de los callos, uñeros y otras dolencias de los pies aparece en 1861, estudios en 4 semestres.
- En 1888 aparece la ley que reglamenta los oficios de practicantes y matronas (2 años en hospital público).[4]
- En 1904 los estudios se desarrollan en 2 años en la facultad de Medicina.

### En Estados Unidos a finales del siglo XIX y principios del XX
- En 1895 se crea la primera organización de podología del mundo, la New York Pedic Society.
- En 1912 aparece la primera escuela, en Chicago (Illinois).
- En 1939 la American Medical Asociation reconoce oficialmente la podología, como chyropody.
- En 1957 se adopta la denominación actual: podiatry.

### Antecedentes próximos y actualidad podológica en España
- 1904: Creación de la Asociación General de Cirujanos Pedicuros.
- 1944: Creación de Colegios Profesionales de Auxiliares Sanitarios. Ley de Sanidad Nacional. (Auxiliares Sanitarios: matronas, enfermeras y practicantes).
- 1953: Se crea la titulación de ATS (enfermería).
- 1955: La primera Escuela de Podología se crea en la Facultad de Medicina de la Universidad de Barcelona, dirigida a practicantes.
- 1957: Primer centenario de la carrera de practicante. Se celebra la primera reunión de cirujanos-callistas, se acuerda solicitar la especialidad.
- 1958: El término «callista» pasa a ser sustituido por el de «podólogo».
- 1962: Creación de la especialidad de podología para ATS (enfermeras), Decreto 727/62 del 29 de marzo de 1962 (B.O.E del 13 de abril).
  - Por primera vez se reconoce la podología como profesión.
  - Se precisa el campo profesional del podólogo. Se descarta el término de callista y sus límites.
  - Faculta para recibir al paciente con plena autonomía.
- 1966: Se crea la Agrupación de Podólogos de España.
- Se crea la Revista Española de Podología.
- 1968: Se crean escuelas en Madrid y Barcelona.
- Leonardo Scachs se considera el padre de la podología española:
  - Delegado de la Sección de Podólogos del Colegio de Practicantes de Barcelona (1944).
  - Viaja a EE. UU. y se forma sobre moldes y prótesis (primer podólogo interesado en la ortopedia del pie).
  - Crea un dispensario de podología en el Hospital de Santa Cruz y San Pablo de Barcelona (1954).
  - Traduce al español obras de podología.
  - Crea la técnica quirúrgica para la onicocriptosis.
  - Fue practicante y murió en el 1982.
- Pablo Vilató inventa el fotopodograma (imagen del apoyo plantar en calcáneo).
- 1987: Reglamentación de las especialidades de enfermería en las que no aparece la podología.
- 1988: Transformación de los estudios de podología en primer ciclo universitario en el Real decreto 649/1988 del 24 de junio: se mantienen las escuelas de Madrid y Barcelona a las que se van sumando otras hasta llegar a las 14 actuales (universidades públicas: Madrid, Barcelona, Sevilla, Ferrol, Plasencia, Valencia, Elche, Talavera de la Reina, Ponferrada y Málaga; universidades privadas: Universidad Europea,La salle, Alfonso X y otra en Barcelona concertada).
- Creación de los Colegios Profesionales: se ordenan por Comunidades Autónomas: las primeras fueron las de Cataluña y Canarias, la de Andalucía se creó en el 1989.
- En la Ley 1132/90 sobre el manejo de instalaciones de radiodiagnósticas:
  - Se capacita al podólogo al diagnóstico radiológico propio de su actividad junto a los médicos y odontólogos.
  - En esta norma se reconoce la capacidad del podólogo a emitir diagnósticos.
- El Decreto 542/95 que regula los estudios de Técnico Superior de Ortoprotésica:
  - Diseñar ortesis, prótesis y ortoprótesis, adaptadas a las características de los clientes y a las prescripciones médicas y podológicas de la ortoprótesis.
  - En esta norma se reconoce la capacidad del podólogo como prescriptor de ortoprótesis.
- Definición de Cirugía Menor: Se produce un acuerdo entre diferentes asociaciones profesionales y aparece la circular 17/90:

Se considera cirugía menor a aquellas intervenciones realizadas conforme a un conjunto de técnicas quirúrgicas regladas, orientadas al tratamiento de ciertas afecciones, bajo anestesia local, en régimen ambulatorio y sin problemas médicos coexistentes de riesgo y que habitualmente no requiere reanimación postoperatoria.
- 2003: La Ley sobre ordenación de las profesiones sanitarias 44/2003 especifica que:

Los podólogos realizan las actividades dirigidas al diagnóstico y tratamiento de las afecciones y deformidades de los pies, mediante las técnicas terapéuticas propias de su disciplina.
- 2009: Implantación del Plan Bolonia conducentes a estudios de grado universitario en Europa.
- 2010: Se redefine la ley del medicamento en el BOE de España como únicos profesionales que pueden dar uso de la prescripción médica: el médico, odontólogo, podólogo y enfermero.

## La podología y su realidad actual
El 11 de diciembre de 2011, en la ciudad de Lima (Perú), se efectuó el Segundo Foro Latinoamericano sobre la realidad y actualidad de la Podología en los distintos países, auspiciado por la F.I.P. (Federación Internacional de Podología).

### Chile
En el caso particular de Chile, el ejercicio de la podología está regulado por el  (Ministerio de Salud de Chile), el Decreto Supremo Nº 951 y sus modificaciones del año 1968 Del Ministerio de Salud Minsal, indica que la formación de podólogos contempla un mínimo de 950 horas, de las cuales 380 horas son de teoría y 570 horas de prácticas efectivas y realizadas en escuelas reconocidas por la autoridad sanitaria. También existen técnicos en podología, formados en institutos Profesionales o Centros de Formación Técnica reconocidos por el Ministerio de Educación (Mineduc), su régimen de estudio considera a lo menos 1.600 horas, ambos profesionales se desempeñan principalmente en el sector privado.
El paciente diabético y adulto mayor son atendidos de manera preferente, sin embargo la podología en Chile no es visualizada ni valorada en el sector público de salud, los colegios profesionales, a saber Colegio Profesional de Podólogos Clínicos Zona Centro Asociación Gremial, luchan por conseguir que sus asociados sean parte de los equipos multidiciplinarios de salud, el reconocimiento oficial como profesionales de la Salud no es una realidad aceptada por todas las reparticiones Gubernamentales.
La podología científica en Chile no tiene más de 50 años. Su día nacional es el 26 de julio, día de [Santa Ana], patrona de la podología en Chile. Existen aproximadamente 8.500 podólogos acreditados para una población chilena de aproximadamente 17 millones de habitantes, el ejercicio ilegal de la profesión de podólogo es una realidad que escapa al control de las autoridades
. Existen actualmente varias publicaciones sobre el desarrollo e historia de la Podología en Chile, la primera edición escrita en papel fue la  "Revista Tecno Científica de Podología", editada en el año 1998, respecto a publicaciones en la web, destacamos a la página , www.podologia.cl , página pionera en Chile y Latinoamérica editada por el podólogo Alejandro Iribarren González en el año 2000 y vigente a la fecha de hoy. 2021
Existen varios hitos importantes en la historia de la Podología Chilena:
- Primero: La dictación del reglamento para ejercer la profesión de Podólogo (año 1968).
- Segundo: Cuando se incorpora al registro de profesionales de la Salud a todos los Podólogos acreditados por la Autoridad Sanitaria (año 2011).
- Tercero: La conformación, por parte de cuatro Colegios Profesionales en Federación Gremial de Podólogos Chilenos (año 2011). Se establece un conclave donde se define el perfil del podólogo y sus metas.
- Se forma una mesa de trabajo entre la Federación de Podólogos de Chile F.G. y autoridades del Minsal, con el ánimo de modificar la Ley del Podólogo, abril de 2015
- Con marchas y protestas frente al Ministerio de Salud, miles de podólogos se hacen fuertes para impedir una nueva modificación del Reglamento para el Ejercicio de la Podología
- Se crea el Colectivo en defensa de la Podología en Chile, integrado por Podólogos, estudiantes, gremios , escuelas formadoras y agrupaciones de pacientes.
- Se inician gestiones en la Comisión de Salud del Parlamento Chileno, actualmente existe una iniciativa parlamentaria, para incorporar a los podólogos al Codigo Sanitario Chileno.
- Se da a conocer en la población, el Primer Protocolo de atención podológica a pacientes en tiempos de Pandemia, publicado por el Comité de defensa de la Podología

La frase «La podología es una disciplina del área de la salud y el podólogo el profesional que la ejerce» es un claro ejemplo de la lucha de los podólogos chilenos por obtener una nueva legislación, acorde al siglo 21. La incorporación del podólogo al decreto supremo MINSAL N° 1704 del año 1993, readecuando su formación a 1.600 horas teórico-prácticas que permitirían considerarlos Auxiliares Paramédicos en Podología, y de esta manera iniciar la educación continua

### Colombia
En el caso de Colombia, el Ministerio de Salud y Protección Social, no reconoce la podología como una rama médico-sanitaria. Sin embargo, en 2016 surgió la Sociedad Colombiana de Podólogos (S.C.P.); esta fue creada para mediar ante las entidades competentes y elaborar las bases de la podología profesional en Colombia, presentando el plan de estudios ante los Ministerios de Salud y Educación. No obstante el intento, la S.C.P. siguió siendo una entidad no reconocida. Por ende, en el país cafetero la podología es actualmente considerada una práctica meramente “estética”, aun existiendo diversos institutos universitarios que ofrecen cursos podológicos.

### España
En España es junto a la odontología una de las dos ramas médico-sanitarias que no requieren estudios previos en medicina ni en enfermería, como se requería hasta hace unas décadas, antes de aplicarse las directrices de la Unión Europea. Con la actual implementación del Plan Bolonia los estudios universitarios de podología es de grado universitario.

### México
Plantilla:Promotional section
México es uno de esos países en donde a pesar de ser una carrera a nivel universitario, no se pueden realizar cirugías o prescribir medicamentos, limitando esto al gremio podológico del país y no ser reconocidos como profesionales de la salud, relegándolos al término de pedicuristas , que solo se consultan por la estética de las uñas, cuando en realidad los conocimientos adquiridos en las aulas universitarias los podría capacitar para atender, diagnosticar, dar tratamiento y en su caso referir al paciente a un profesional por cualquier patología en los pies, viendo un sin fin de enfermedades o deformidades de los mismos como: pie plano, cavo, dedos en garra, callosidades por roce o presión, uñas encarnadas, hallux valgus, verrugas, pie diabético, etc.
Plantilla:Promotion inlineEn México existe la confusión entre el podólogo y el podiatra,por las interpretaciones de las raíces latinas y las federaciones y asociaciones, el podiatra es un medico que estudia 6 años de licenciatura dentro de los cuales tiene el cumplimiento de 1 año de internado rotatorio de pregrado donde realiza guardias tipo A-B-C  y uno de servicio social en instancias de salud de alta concentración estando en labores las 24 horas y posteriormente realiza la especialidad en podiatría haciendo una residencia  clínico quirúrgica, es el único que Tiene las competencias y facultades para realizar cirugías y recetar o prescribir medicamentos a diferencia del podólogo mexicano que el máximo grado de estudio es Licenciatura de 4 años y 6 meses de servicio social,y en otras ocasiones solo tiene las competencias por el método CONOCER-SEP ramo EC0333 donde los conocimientos se regularizan por un examen de competencias laborales en servicios podologicos preventivos.
En la ciudad de Puebla el Centro Universitario de Puebla CUP o Universidad Xilotzingo, actualmente la primera generación de Licenciados en Podología graduados el 14 de junio de 2012 en esta casa de estudios, se encuentran realizando su servicio social tratando, valorando, diagnosticando, y realizando procedimientos básicos , en los distintos centros de salud y hospitales de Secretaria de Salud en el país.
En cualquier estado de México puedes encontrar podólogos o podólogas de calidad, a pesar de ser una profesión aún no reconocida son muy importantes para salud de nuestros pies. Aunque en el páís no puedan realizar cirugías, su accionar es fundamental para la salud de los pies.